# Teatro Ruggero Leoncavallo
Il Teatro Ruggero Leoncavallo, anche noto come Sala Polivalente Leoncavallo, è uno spazio della Città di Torino, nel quartiere Barriera di Milano (Circoscrizione VI). 

## Storia
Il Teatro Ruggero Leoncavallo nasce negli spazi post-industriali della ex-Ceat, storica fabbria torinese (ora di proprietà indiana). 
La riconversione degli spazi industriali in luoghi di pubblico interesse è stata avviata nel 1995 e più volte rallentata per la necessità di compiere approfonditi lavori di bonifica ambientale. 
L'inaugurazione del complesso avvenne in più fasi: nel 1999 la sezione abitativa (160 alloggi di Edilizia popolare e 90 di edilizia convenzionata); nel 2005 l’assegnazione al gruppo Abele dello stabile un tempo utilizzato per gli uffici e la ristrutturazione del restante fabbricato sul fronte di via Leoncavallo per utilizzo come Sede decentrata dei Vigili Urbani, dell'Anagrafe, dei servizi assistenziali; nel 2007 vennero inaugurate la Sala polivalente e la Biblioteca civica intitolata a Primo Levi; nel 2012 il giardino retrostante.

### Nascita del Teatro
Nel 2013 la Circoscrizione 6 chiede al gruppo teatrale Barbari Invasori, guidato da Walter Revello, di creare una stagione teatrale permanente presso la sala polivalente: la scelta fu condizionata dalla costante attività del gruppo presso lo spazio, iniziata sin dal 2008 con l'istituzione di corsi professionali e di un centro prove teatrali. Nell'ottobre del 2013 venne inaugurato il progetto "Teatro Diffuso", che coinvolgeva differenti spazi in un'unica stagione teatrale: Teatro Araldo, Teatro Marchesa, Teatro del Pilone, Teatro Principessa Isabella e la sala polivalente che venne rinominata "Teatro Ruggero Leoncavallo". 
Negli anni seguenti, Barbari Invasori ha coinvolto il teatro nel progetto "Va tutto bene madama la Marchesa?", dedicato all'identità di genere. 

### Anni 2020
Attualmente il Teatro Leoncavallo comprende attività di pubblica utilità a servizio della cittadinanza. 
Scioltosi il gruppo Barbari Invasori nell'autunno 2014, la stagione teatrale è stata affidata al gruppo Babi che la cura tuttora sotto la direzione di Walter Revello.